# Radio y Televisión de Andalucía
La Radio y Televisión d'Andalucía (RTVA) és un ens públic andalús encarregat de la gestió dels mitjans de radio i televisió públics d'Andalusia. La RTVA és membre de la FORTA.
Va ser materialitzat el 1988 amb la posada en marxa de Canal Sur Radio. Un any després, el 28 de febrer del 1989, fent-se coincidir amb el dia d'Andalusia, comencen les emissions de Canal Sur Televisió i posteriorment, el 5 de juny del 1998, Canal Sur 2 canviant el 5 de juny del 2008 el nom pel de Canal Sur 2 coincidint amb el desè aniversari del canal.
A més de Canal el Sur Radio té altres emissores radiofòniques com a Radio Andalusia amb una programació de notícies ininterrompuda i Canal Fiesta Radio, l'emissora musical orientada cap als joves. Compta a més amb un sistema de Teletext difós als seus tres canals de televisió des del 28 de febrer del 1997.
El 1998 crea la Fundación Audiovisual de Andalucía a fi de promoure la indústria audiovisual d'Andalusia.

## Mitjans de RTVA
- Televisió
  - Canal Sur Televisión (febrer 1989)
  - Canal Sur 2 (juny 1998)
  - Canal Sur Andalucía (febrer del 1996)
  - Andalucía TV (febrer 2015)
  - Canal Andalucía Turismo
  - Canal Andalucía Cocina
  - La Banda TV
- Ràdio
  - Canal Sur Radio (octubre 1988)[1]
  - Canal Fiesta Radio (octubre 1988)[2]
  - Radio Andalucía Información (setembre 1998)
  - Flamenco Radio (setembre 2008)